# 1922 (novela corta)
1922 es una novela corta de Stephen King, publicada en su colección Todo oscuro, sin estrellas (2010).

## Argumento
1922 es un relato en primera persona de Wilfred James, el narrador no fiable de nuestra historia. Escribe una larga confesión del asesinato de su esposa, Arlette, en  Hemingford Home, Nebraska en 1922.
Wilfred posee treinta y dos hectáreas de cultivo que han estado en posesión de su familia por generaciones. Su esposa posee otras cuarenta hectáreas contiguas que su padre le dejó en herencia. Wilfred desprecia la idea de vivir en una ciudad, pero Arlette no está contenta con la vida en el campo y desea mudarse a Omaha. Ella pretende vender su tierra a una empresa ganadera para ser utilizada como granja y matadero de cerdos. Wilfred, quien se opone firmemente a los planes de Arlette, decide manipular a Henry, su hijo, para que le ayude a asesinar a su propia madre.
Como parte del complot, Wilfred y Henry emborrachan a Arlette. A continuación, ella comienza a realizar crudas declaraciones sobre Shannon Cotterie, la novia de Henry, lo que hace enojar al muchacho lo suficiente como para cumplir con lo planeado por su padre. Después de llevar a Arlette a la cama, Wilfred la acuchilla violentamente en la garganta con un cuchillo de carnicero. Posteriormente, Wilfred y Henry arrojan el cadáver en un pozo detrás del granero. Más tarde, cuando Wilfred arroja al pozo con Arlette a su colchón manchado de sangre, se da cuenta de que el cuerpo ha sido atacado por las ratas.
Wilfred decide rellenar el pozo para tapar el cuerpo, pero sabe que hacerlo levantará sospechas. A propósito, hace caer a una de sus vacas en el pozo para obtener una buena excusa para llenarlo. Justo después, el alguacil local (acudiendo en nombre de la empresa ganadera) entra en la granja para buscar a Arlette, aunque no halla pista alguna. Wilfred y Henry llenan el pozo, pero una rata logra arrastrarse fuera de la tierra. Henry la mata, pensando que Arlette ahora los está persiguiendo. Luego, Wilfred encuentra una rata atacando a una de sus otras vacas, cortando uno de sus ubres.
Unos pocos meses después, Henry (quien ha quedado emocionalmente perturbado tras el asesinato) deja embarazada a Shannon. El embarazo afecta la relación entre Wilfred y Harlan, el padre de Shannon, un granjero vecino. Shannon es enviada a una escuela católica para jóvenes embarazadas en Omaha, pero Henry le ayuda a escaparse. Comienzan una carrera muy seguida por la prensa como ladrones de bancos al estilo de Bonnie y Clyde, siendo buscados por las autoridades en varios estados.
Wilfred se vuelve emocionalmente desamparado ante la ausencia de Henry. Nuevamente se encuentra con la rata del granero, la cual le muerde la mano y provoca que la misma tenga una importante infección, siendo necesaria su amputación. Poco después, Wilfred afirma que el cadáver viviente de Arlette (acompañado por un numeroso grupo de ratas) abandona los confines del pozo e ingresa en la casa, enfrentándolo. Arlette le relata una premonición detallada de la muertes violentas de Henry y la aún embarazada Shannon, en Nevada. Luego, el tejado de la casa de Wilfred se derrumba durante una tormenta.
Cuando la profecía de Arlette se vuelve realidad, Wilfred intenta vender la parcela de tierra por la que asesinó. Sin embargo, Harlan y la gente del pueblo, todos disgustados con Wilfred, se niegan a ayudarle. Es forzado a abandonar Hemingford Home como un paria, tras vender la tierra a la empresa ganadera por una miseria. Se muda a Omaha y se pasa los dos primeros años visitando los escenarios de los crímenes de Henry y bebiendo, gastando el dinero que recibió de la venta de la tierra. Encuentra dos trabajos, uno como trabajador de una empresa textil y otro como bibliotecario, pero renuncia a ambos, afirmando, cuando las ratas comenzaron a acosarle de nuevo.
Wilfred se encuentra sentado en una habitación de hotel en Omaha, anotando su historia y afirmando que Arlette, Henry y Shannon (junto con las ratas) se encuentran presentes. Wilfred planea suicidarse antes de que las ratas lo coman, pero aparentemente extravía su pistola. La historia termina con un recorte de periódico sobre la muerte de Wilfred, donde se establece que fue encontrado con marcas de mordeduras que parecían haber sido autoinfligidas; esto lleva al lector a especular sobre si la historia de Wilfred fue verdadera o ilusoria. Los papeles encontrados de Wilfred son ilegibles, tras haber sido masticados a pedazos.